# Turi
Turi é uma comuna italiana da região da Puglia, província de Bari, com cerca de 11.319 habitantes. Estende-se por uma área de 70 km², tendo uma densidade populacional de 161 hab/km². Faz fronteira com Casamassima, Conversano, Gioia del Colle, Putignano, Rutigliano, Sammichele di Bari.

## Demografia
| Variação demográfica do município entre 1861 e 2011                               |
|                                                                                   |
| Fonte: Istituto Nazionale di Statistica (ISTAT) - Elaboração gráfica da Wikipedia |